# Takeda Nobukatsu
Pour les autres membres du clan Takeda, voir Takeda.
Takeda Nobukatsu est un nom japonais traditionnel ; le nom de famille (ou le nom d'école), Takeda, précède donc le prénom (ou le nom d'artiste) Nobukatsu.
Takeda Nobukatsu (武田信勝, 11 décembre 1567-3 avril 1582) était un daimyo du clan Takeda, à la fin de l'époque Sengoku. Il était le fils du samouraï Takeda Katsuyori.
Après l'emprisonnement et le suicide de son oncle, Takeda Yoshinobu (demi-frère de Katsuyori), Nobukatsu se retrouve successeur du clan.
Il fut défait aux côtés de son père et des trois fils de Masatsugu Tsuchiya lors de la bataille de Tenmokuzan. Comme son père, Takeda Nobukatsu fit alors seppuku.

## Source de la traduction
- (ja) Cet article est partiellement ou en totalité issu de l’article de Wikipédia en japonais intitulé « 室住虎光 » (voir la liste des auteurs).